# Mälardalens högskola
Mälardalens högskola (signifiant en suédois, collège universitaire de Mälardalen) abrégée MDH est un collège universitaire suédois, ayant des campus à Västerås et Eskilstuna. Contrairement à la plupart des collèges universitaires (högskola) de Suède, Mälardalens högskola peut délivrer des diplômes de doctorat, la rapprochant ainsi d'une véritable université. Le collège universitaire fut fondé en 1977, sous le nom Högskolan i Eskilstuna och Västerås.